# 天城莎莉
天城莎莉（日语：／ Amaki Sally，2000年4月26日—），出生於美國加利福尼亚州洛杉磯，目前居住在日本的女声优和偶像，為声优偶像团体22/7的成员之一。

## 人物
2016年12月24日，她在22/7的10,325名申请人中通过了最终的试镜。試鏡時的編號为11，並且最後由她擔任此團體中的藤間櫻一角。
她的父母是住在洛杉矶的日本人，此外她还有一个住在法国的哥哥。
會說三國語言，除了家庭的成長環境背景使得她會英語與日語外，也透過與家裡的园丁对话學會了西班牙语。此外，由于哥哥的影响，也有一點法語的能力。她是所属的團體22/7中的「海外代表」
因為受到擔任銀魂主角坂田銀時的配音員杉田智和啟發而想成為配音員。 她的专长是花样滑冰，並且曾與已故冬奧選手丹尼斯·丁共同訓練過。

## 演出作品
※粗體字為主要角色。
关于角色藤間櫻參與的作品，请参阅22/7 (企劃)。

### 電視動畫
2017年
- 跳水男孩（小學生選手C、小學生[1]） ※以いまいまい的名義

2018年
- 三次元女友（女學生[1]）※以いまいまい的名義

2019年
- 三次元女友（紀江的同僚）※以いまいまい的名義
- 輝夜姬想讓人告白～天才們的戀愛頭腦戰～（貝茲·貝爾托斯）
- Kinder TV 《大福君@Kintere 》（芒果大福灿）
- Fate/Grand Order -絕對魔獸戰線巴比倫尼亞-（儿童）

2020年
- 22/7（藤间樱[9]）
- 『催眠麥克風-Division Rap Battle-』Rhyme Anima（女性角色B）

2021年
- 擾亂 THE PRINCESS OF SNOW AND BLOOD（咲月）
- 桃子男孩渡海而來（貝雷特[10]）
- 燒窯的話也要馬克杯 二號窯 （希米娜・薇兒蒂絲[11]）

2022年
- 孤獨搖滾！（清水伊萊莎、學生）

2023年
- 小智是女孩啦！（卡洛兒・奧爾斯頓[12]）※英語版也演出同一角色
- UniteUp! 眾星齊聚（香椎花、香椎咲）
- World Dai Star（卡特莉娜・古利貝爾[13]）

2024年
- 夜晚的水母不會游泳（鈴村灯里[14]）

2025年
- 遊樂場少女的異文化交流（莉莉·貝卡[15]）

### 剧场动画
- 潘朵拉與小哈欠（2019，小哈欠[16][17]）-前後篇
- 海岬的迷途之家（2021，座敷童[18]）
- 扶桑花女孩之舞（2021，後輩）

### 游戏
- 魔法紀錄 魔法少女小圓外傳（2020 - 2021，Ashley Taylor  [19]）
- 22/7 音樂的時間（2020，藤間櫻 [20]）
- 在雪中祈願的你（暫譯）（2021年[21]）
- BraveSword X BlazeSoul（日语：ブレイブソード×ブレイズソウル）（2021年，巴洛克浮蘿德[22]）
- Overwatch 2 （2022年，霧子[23]）
- 漫威爭鋒 （2024年，潘妮·帕克）

### 外語配音

#### 動畫
2024年
- 龍族 -The Blazing Dawn-（零[24]）

### 廣播
- 22/7 除不盡的廣播（2017年4月23日 - 2018年7月1日，超！A&G+ )-不定期
- 22/7 除不盡的廣播+（2020年7月4日 -，超！A&G+)-不定期
- ガクのネ 天城サリー(22/7)のBehind the Scene（2021年4月5日 - 4月26日，日本放送）

### 电视节目
- 22/7 计算中（2018年7月7日 - 2019年12月28日）- 飾演 藤間櫻
- 22/7 計算中 第二季（2020年4月4日 - 2021年1月1日）- 飾演 藤間櫻
- Chill TV 「◯◯女子」（2020年8月29日、BS日本[25]・YouTube[26]）
- 22/7 检算中（2021年1月9日 - 3月27日）- 天城莎莉
- 22/7 計算中 第三季（2021年4月3日-）- 飾演 藤間櫻
- 连接世界的神秘教室（2021年4月19日，NHK教育頻道）

### 線上電視節目
- Aniplex Online Fest（2020・2021、2022主要MC）[27]
- WEB节目《Aniplex NEXT》#3-1、#3-2、#3-3、#3-4（2020年 - 2021年，天的聲音[28]）
- WEB番組「アニバコ」（2020年9月 - 11月、Animate Time YouTube頻道）
- 「天城サリー、絶体絶命の秘密基地」~Secret Base~（2021年 - 、Niconico頻道）

### 其他内容
- 电视广告《豆柴学园》（2019年，女高中生[1]）
- 英语学习应用程式“史努比英文”（2021，漫画旁白）[29]
- SACRA MUSIC（六番町櫻[30]）